# Liste des ministres sud-africains du Logement
Les ministres du développement humain d'Afrique du Sud (anciennes appellations : ministre du logement ou ministres de l'habitat) sont compétents pour tous les sujets relatifs à l'habitat, au logement et aux politiques d'urbanisme.
Le département ministériel du logement a été créé en 1961 et a pendant de nombreuses années été géré par le ministère du développement communautaire chargé de l'équipement urbain et du logement, notamment social. 
De 1984 à 1994, des départements ministériels propres à la chambre de l'assemblée (blancs), à la chambre des délégués (indiens) et à la chambre des représentants (coloureds) ont été chargés des questions de logement propre à chaque groupe de population représenté au parlement sous la responsabilité chacune d'un ministre. En 1990, le portefeuille national du logement et de l'habitat a cependant été réintroduit dans le portefeuille du ministre des affaires provinciales et du plan.
La formulation de la politique actuelle du logement en Afrique du Sud date du forum national du logement (National Housing Forum) organisé en 1991-1995 dans le cadre d'une conférence non-gouvernementale multipartite associant des représentants du monde des affaires, de la société civile, du gouvernement, des organismes de développement et des partis politiques. Lors de ces négociations, le fondement de la politique du logement a été élaboré et adopté, aboutissant en octobre 1994, à un accord national signé notamment par le gouvernement, des représentants de la société civile, des sans-abri, des communautés, du secteur financier, des entrepreneurs émergents, de l'industrie de la construction, des employeurs. Le Livre blanc sur le logement, promulgué en décembre 1994, définit le cadre de la politique nationale du logement. Toutes les politiques et les programmes appliqués en Afrique du Sud depuis 1994 ont suivi le cadre fixé dans le Livre blanc. La loi sur le logement de 1997 a étendu les dispositions énoncées dans le Livre blanc et donné le fondement juridique à la mise en œuvre du programme de logement du gouvernement. Elle clarifie les rôles et les responsabilités des trois niveaux de gouvernement: national, provincial et municipal.
Ce ministère est situé Govan Mbeki House, 240 Walker Street, Sunnyside, Pretoria.

## Liste des ministres sud-africains du développement communautaire (1961-1984)
| #  | Nom du ministre          |  | Nom du Ministère                                                                                    | période            | parti |
| -- | ------------------------ |  | --------------------------------------------------------------------------------------------------- | ------------------ | ----- |
| 1. | Pieter Botha             |  | Ministre du logement et du développement communautaire Ministre du développement communautaire      | 1961 - 1964 - 1966 | NP    |
| 2. | W.A. Maree               |  | Ministre des travaux publics, du développement communautaire, des affaires sociales et des pensions | 1966 - 1968        | NP    |
| 3. | Blaar Coetzee            |  | Ministre du développement communautaire et des travaux publics                                      | 1968 - 1972        | NP    |
| 4. | Abraham du Plessis       |  | Ministre du développement communautaire et des travaux publics                                      | 1972 - 1975        | NP    |
| 5. | Marais Steyn             |  | Ministre du développement communautaire                                                             | 1975 - 1980        | NP    |
| 6. | Stephanus Francois Kotzé |  | Ministre du développement communautaire                                                             | 1980 - 1984        | NP    |

## Liste des ministres du logement devant les chambres du parlement tricaméral (1984-1994)
De 1984 à 1994, trois départements ministériels du logement, consacrés chacun à un groupe de population précis (blancs, coloured et indo-asiatiques), sont créés et placés sous la tutelle de ministres responsables devant les chambres correspondantes à ces groupes de population, au sein du parlement tricaméral.
| Ministère                            | Nom                                                                               | Période                                      |
| ------------------------------------ | --------------------------------------------------------------------------------- | -------------------------------------------- |
| Logement (chambre de l'assemblée)    | Amie Venter Sam de Beer Leon Wessels Adriaan Vlok                                 | 1984-1989 1989-1991 1991-1992 1992-1994      |
| Logement (chambre des représentants) | David Curry Pieter Saaiman Gerald Morkel                                          | 1984-1992 1992-1993 1993-1994                |
| Logement (chambre des délégués)      | Baldeo Dookie Soobramoney Naicker Baldeo Dookie Jagaram Reddy Soobramoney Naicker | 1984-1987 1987-1989 1989 1989-1992 1993-1994 |

## Liste des ministres sud-africains du logement (depuis 1990)
| #   | Nom du ministre          |  | Nom du Ministère                                                    | période                       | parti |
| --- | ------------------------ |  | ------------------------------------------------------------------- | ----------------------------- | ----- |
| 1.  | Hernus Kriel             |  | Ministre des Affaires provinciales, du Plan et du Logement national | 1990 - 1991                   | NP    |
| 2.  | Leon Wessels             |  | Ministre du Logement national                                       | 1991 - 1993                   | NP    |
| 3.  | Louis Shill              |  | Ministre des Travaux publics et du Logement national                | juin 1993 - mai 1994          | NP    |
| 4.  | Joe Slovo                |  | Ministre du Logement                                                | 11 mai 1994 - janvier 1995    | ANC   |
| 5.  | Sankie Mthembi-Mahanyele |  | Ministre du Logement                                                | 1995 - 2003                   | ANC   |
| 6.  | Brigitte Mabandla        |  | Ministre du Logement                                                | 2003 - 2004                   | ANC   |
| 7.  | Lindiwe Sisulu           |  | Ministre du Logement                                                | 2004-2009                     | ANC   |
| 8.  | Tokyo Sexwale            |  | Ministre de l'Habitat                                               | 2009-2013                     | ANC   |
| 9.  | Connie September         |  | Ministre de l'Habitat                                               | juillet 2013 - mai 2014       | ANC   |
| 10. | Lindiwe Sisulu           |  | Ministre de l'Habitat                                               | 25 mai 2014 - 28 février 2018 | ANC   |
| 11. | Nomaindia Mfeketo        |  | Ministre de l'Habitat                                               | 28 février 2018 - 30 mai 2019 | ANC   |
| 12. | Lindiwe Sisulu           |  | Ministre de l'Habitat, de l'Eau et de l'Assainissement              | 30 mai 2019 - 5 août 2021     | ANC   |
| 13. | Mmamoloko Kubayi-Ngubane |  | Ministre du développement humain                                    | depuis le 5 août 2021         | ANC   |